# Estación Campo Santo
Campo Santo es una estación de ferrocarril ubicada en la localidad de El Bordo, dentro del departamento General Güemes de la provincia de Salta, Argentina

## Servicios
Es una estación intermedia del servicio interurbano que presta Trenes Argentinos Operaciones entre las estaciones de Salta y Güemes.
Presta dos servicios ida y vuelta cada día hábil entre cabeceras.
Sus vías corresponden al Ramal C13 del Ferrocarril General Belgrano.